# LSV Neubrandenburg
Der Luftwaffen-Sportverein Neubrandenburg (kurz: LSV Neubrandenburg) war ein deutscher Militär-Fußballverein aus Neubrandenburg, der von 1939 bis 1944 existierte. Größte Erfolge der kurzzeitigen Vereinsgeschichte waren jeweils Mittelfeldplätze im Gau Mecklenburg.

## Sportlicher Werdegang
Der Luftwaffen-SV Neubrandenburg entstand mit der Machtergreifung der Nationalsozialisten im Jahr 1939 im Umfeld des ortsansässigen Fliegerhorstes Trollenhagen. Auf sportlicher Ebene wurde der LSV mit der 1942 erfolgten Auflösung der Gauliga Nordmark und der Neubildung der Gauligen Schleswig-Holstein, Hamburg und Mecklenburg analog zum LSV Arado Warnemünde bzw. LSV Rerik zur Spielzeit 1942/43 in die Gauliga Mecklenburg integriert. Die Mecklenburger Gauliga, welche bis auf die traditionellen Gauligisten der TSG Rostock sowie der Wehrmacht SG Schwerin fast nur noch aus Luftwaffenvereinen bestand, schloss Neubrandenburg in der Auftaktsaison mit dem vierten Rang ab.
In der Folgesaison fuhr der Luftwaffen-SV nochmals den fünften Platz ein. Im Anschluss wurde der Verein im September 1944 kriegsbedingt vorzeitig vom Spielbetrieb zurückgezogen. Eine Neugründung des Clubs wurde nach 1945 nicht vollzogen; mit der ASG Vorwärts Neubrandenburg sowie der ASG Vorwärts Fünfeichen wurden ab 1956 in Neubrandenburg wieder Militärvereine neu gegründet.

## Statistik
- Teilnahme Gauliga Mecklenburg: 1942/43, 1943/44